# 広島県総合グランド
広島県総合グランド（ひろしまけん そうごうグランド）は、広島県広島市西区にある運動公園。広島ヘリポート（旧広島西飛行場・旧広島空港）近くに位置している。
施設は県が所有し、2005年以降指定管理者（2021年からはミズノを主体とする「ひろしま未来創造パートナーズ」）により管理されている。
命名権付与により、2021年10月から「Balcom BMW 広島総合グランド」（バルコム・ビーエムタブリュー・ひろしまそうごうグランド）の呼称が用いられている（後述）。

## 歴史
戦前、この地の北の方に「観音グラウンド」と呼ばれた運動場が存在した（右地図参照）。1927年木製の観客席が設けられた運動場として開設、野球や公営の競馬などが行われていた。ただ競馬場としては手狭なことから1931年に中国グラウンド（現在のマツダ宇品工場内に位置した）に移設し、当時の観音グラウンド跡地には広島市立第二高等小学校が開校、現在は広島市立観音中学校として存続している。
元々この地は昭和初期に干拓してできた「昭和新開」と呼ばれる土地であり田畑が広がっていた。そこへ県の事業として工業港建設および三菱重工業の誘致が決定されたため、1940年からここより南側の埋め立てが始まった。その際に周辺は工場の住宅地など土地開発されていった。
1941年 12月、広島県の皇紀2600年記念事業の一環として、名称を「総合体錬場」とし開場した。作業は市内の旧制中学および同女学校の勤労奉仕動員学徒の労働力があてられた。陸上競技場・野球場・庭球場・相撲場・弓道場等からなり、当時は西日本随一の規模とも言われた。完工式は同年12月7日に行われ、陸上競技の織田幹雄・吉岡隆徳・高田静雄の3選手が模範演技を見せた。この日から3日間記念の体育大会が行われたのだが、翌8日から太平洋戦争に突入、大会は予定どおり行われたものの、会場でも大本営発表が再三放送されたとの回想もある。
戦中、ここには大日本帝国陸軍高射砲隊 や陸軍船舶兵（暁部隊）が駐屯していた。
1945年8月6日広島市への原子爆弾投下の際には、爆心地から約3.5 km（右地図より）に位置した。右地図資料より火災は来なかったが付近の建物破損が起きた可能性はあるが、広島市が発行した原爆戦災誌などの公式資料にはここの被災状況は記載されていない。ただ陸軍が駐屯していたことから軍医もいたため、被爆当日には被爆者が当地に殺到した。
終戦後、原子爆弾投下で焦土と化した広島市でもスポーツの復興がめざましく、1945年12月16日に広島県ラグビー協会が「広島OB」を再結成、終戦以来初のラグビー試合である広島OB対三菱工作(三菱重工業)がここ総合体錬場で行われた。

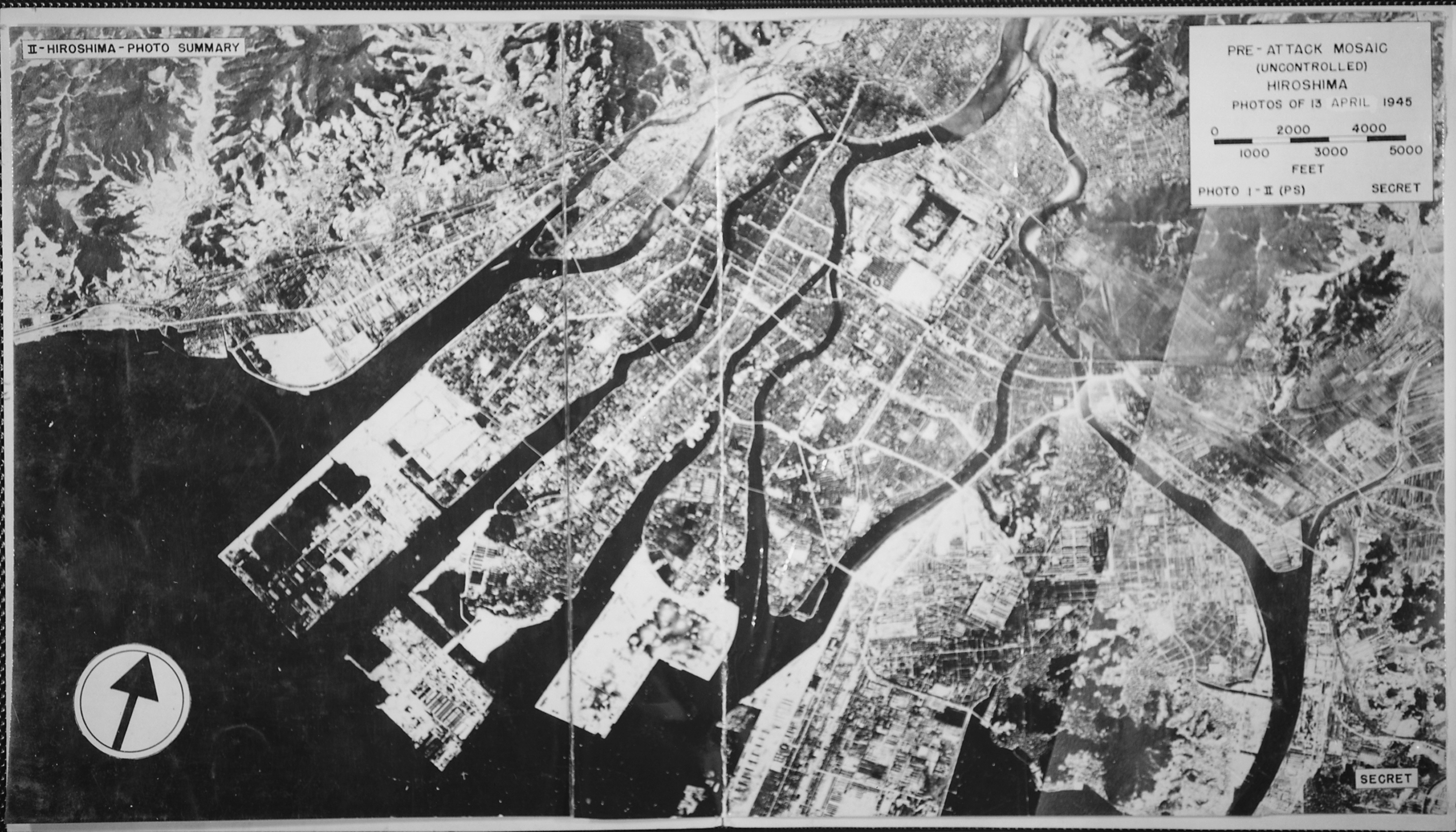
被爆前。
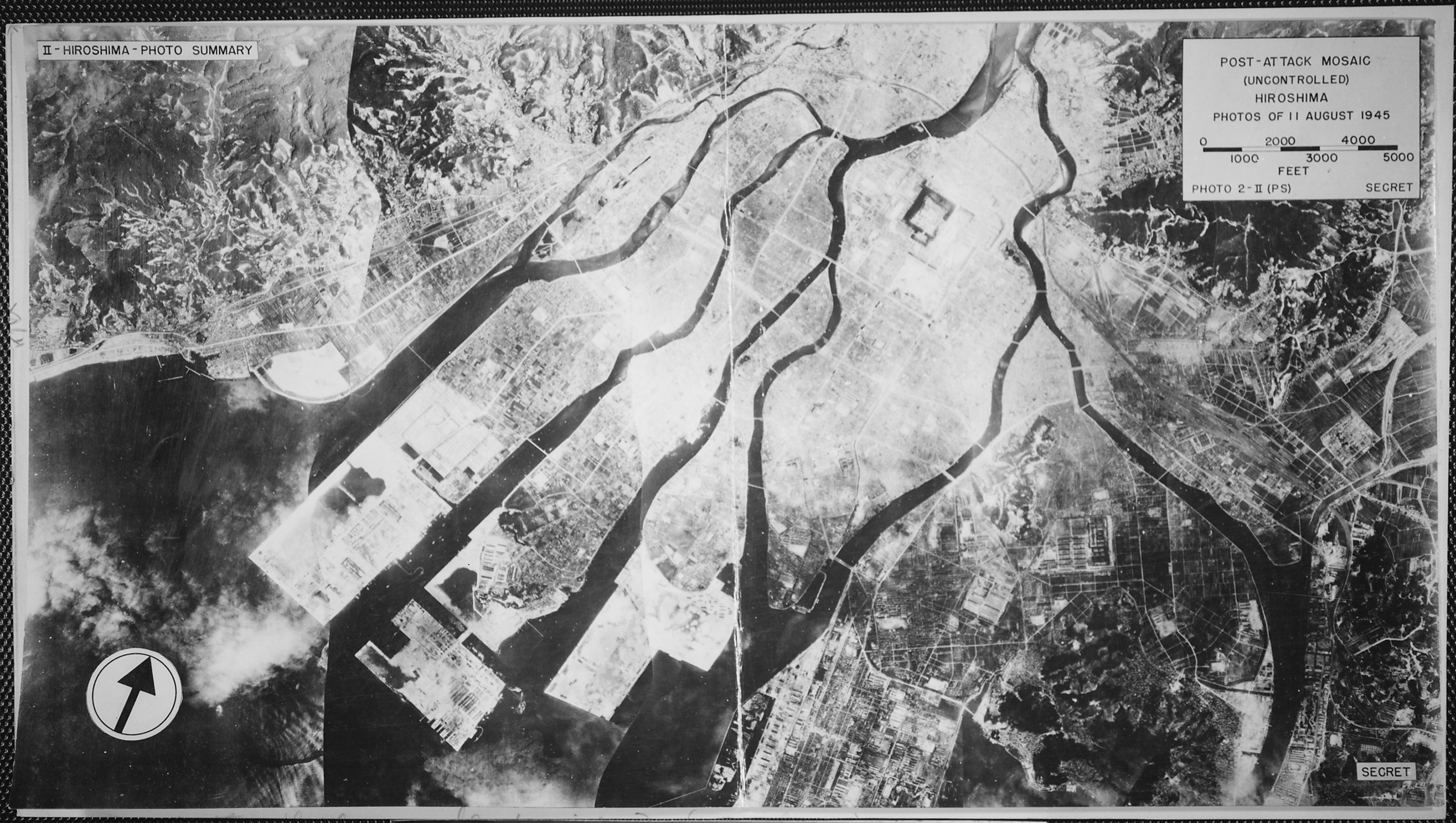
被爆後。

1948年、現在の「総合グランド」に名称変更。
1951年広島国体で初めて全国規模の大会に使用、1968年インターハイ・1992年アジアカップ・1994年アジア大会・1996年ひろしま国体の会場として利用された。
また、過去には野球場はプロ野球・広島カープ（現在の広島東洋カープ）、陸上競技場はJリーグ・サンフレッチェ広島の本拠地として利用されていた。
2005年4月、指定管理者制度導入に伴い、ポラーノグループ特定共同企業体（特定非営利活動法人ポラーノと奥アンツーカによる共同企業体）が指定管理者として管理する。
2008年4月、指定管理者は財団法人広島県教育事業団となる。同年にコカ・コーラウエストホールディングスが命名権を買い取り、「コカ・コーラウエスト広島総合グランド」となる。契約期間は同年4月1日から3年間、契約金は年500万円。2011年3月にコカ・コーラウエストとの命名権契約が3年間延長となり、2011年4月1日からは指定管理者にミズノが加わり、ミズノ・広島県教育事業団グループの運営となった。2014年3月にはコカ・コーラウエストとの命名権契約がさらに3年間延長となった。
2009年、ヒロシマ・オリンピック構想において、ここや広島競輪場など広島湾周辺を「湾岸ゾーン」として競技場を整備する計画が挙がった。
2016年（平成28年）4月1日からは、「セイカスポーツセンター・鹿島建物・西尾園芸共同事業体」が指定管理者となり運営管理を行った。
2021年に指定管理者の更新（変更）が行われ、2016年から担当してきたセイカJVを含む4グループから応募があり、審査の結果、新たにミズノ・（公財）広島県教育事業団・ミズノスポーツサービス・ユニサス・三栄産業で構成される「ひろしま未来創造パートナーズ」が指定管理者となった。

## 施設
- 広島スタジアム（広島県総合グランドメインスタジアム）日本陸上競技連盟第2種公認
- 広島県総合グランド補助競技 
  - 日本陸上競技連盟第4種公認
  - トラック：300m、クレー舗装
  - フィールド：クレー
  - 照明設備、電光掲示板、客席などなし
- ラグビー場（広島県総合グランドラグビー場）
- 野球場（広島県総合グランド野球場、総合球場もしくは県営球場）
- 広島県総合グランド運動場
  - クレー舗装
  - バックネット付設

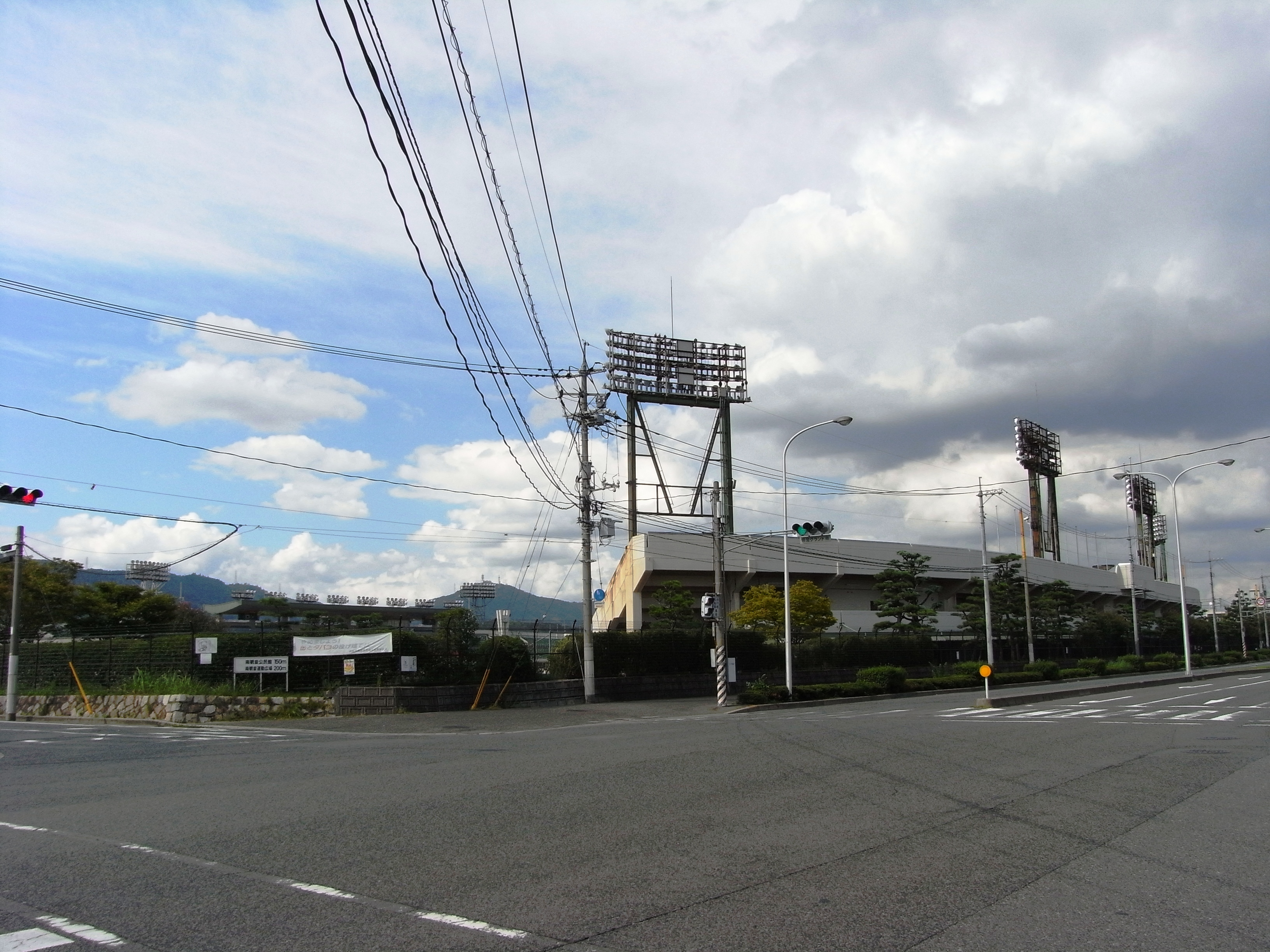
メインスタジアム
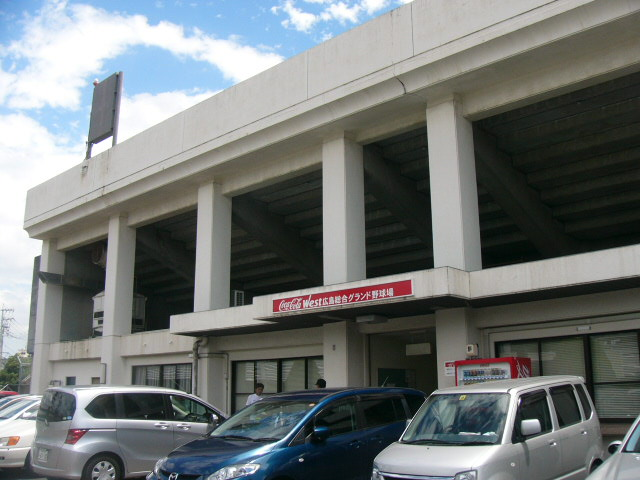
野球場
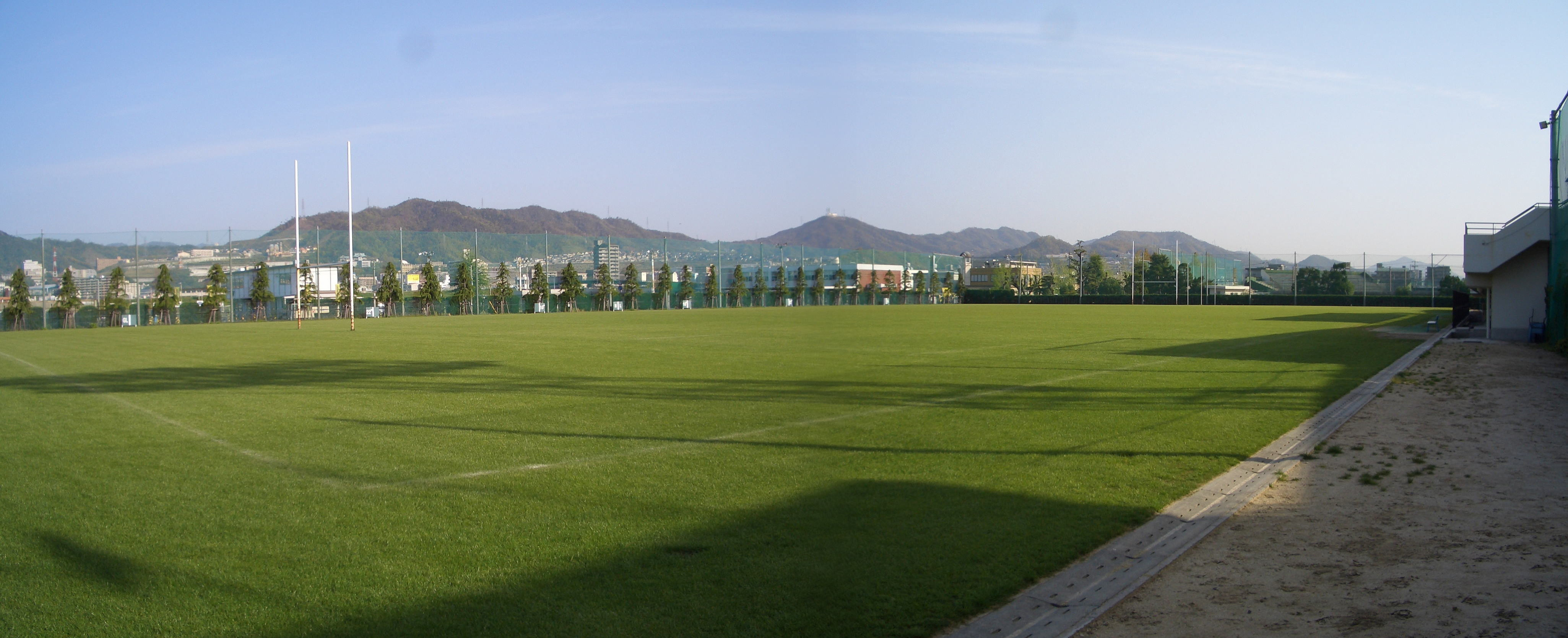
ラグビー場

## 命名権
2008年（平成20年）に施設の命名権をコカ・コーラウエストホールディングスが取得し、同年4月1日より呼称を「Coca-Cola West 広島総合グランド」（コカ・コーラウエスト ひろしまそうごうグランド）としていた。
その後、コカ・コーラグループの組織再編でコカ・コーラウエストがコカ・コーラボトラーズジャパンホールディングスとなったことにともない、2018年（平成30年）4月1日からは、「コカ・コーラボトラーズジャパン広島総合グランド」（コカ・コーラボトラーズジャパンひろしまそうごうグランド）とした。同様に、陸上競技場・野球場・ラグビー場にも社名が入った。
コカ・コーラボトラーズジャパンホールディングスは命名権契約を2020年（令和2年）3月31日限りで満了・非更新としており、2020年4月1日以後は命名権を取得する団体等がいないことから、従前の「広島県総合グランド」の名称を用いている。
2021年、広島市安佐南区に本社を置く輸入車ディーラーのバルコムが新たに命名権を獲得し、「Balcom BMW 広島総合グランド」の呼称を用いることになった。契約期間は2021年10月1日から3年間で、契約額は年500万円。

## 開催された主な大会・イベント

### イベント
- 1951年　広島国体
- 1994年　第12回アジア競技大会1994
- 1996年　ひろしま国体
- 2001年　全国健康福祉祭
- 2002年　オイスターボウル
- 2006年　1000万人ラジオ体操・みんなの体操祭

### 陸上競技
- 1996年-1999年　全国都道府県対抗男子駅伝競走大会スタート地点

### 野球
- 1941年12月8日　広島県立広島商業高等学校対広島市立広島商業高等学校戦
- 1950年~1957年　広島カープ本拠地
- 1992年　広島東洋カープファン感謝デー

### サッカー
- 1992年~1994年　サンフレッチェ広島本拠地
- 1992年　アジアカップ1992
- 2014年-　高円宮杯U-18サッカーリーグ プレミアリーグ プレーオフ

### ラグビー
- 1945年12月16日 広島OB対三菱工作

## 交通
- 広島電鉄バス[12]「総合グランド入口」バス停下車[13]
  - 3号線（広島駅から約35分、概ね10分間隔の運行）：マリーナホップ方面 - 総合グランド入口 - 旭橋入口・観音本町・舟入本町・加古町・市役所前・本通り・紙屋町・八丁堀・広島駅方面
  - 8号線：マリーナホップ方面 - 総合グランド入口 - 旭橋入口・横川駅前方面

## 参考資料
- “コカ・コーラウエスト広島総合グランドのご案内”.   広島県教育事業団. 2011年11月11日閲覧。
- 広島市『広島原爆戦災誌』（PDF）（改良版）、2005年（原著1971年）。オリジナルの2013年12月3日時点におけるアーカイブ。2011年11月11日閲覧。